# 1196

## Събития
- Цар Иван Асен I е убит в заговор от своя родственик, боляринa Иванко.

## Родени
- 27 март – Светослав III, велик княз на Владимирско-Суздалското княжество

## Починали
- Иван Асен I, български цар